# Enhanced Versatile Disc
Enhanced Versatile Disc (EVD) — формат оптических дисков для хранения видеоинформации, продвигавшийся в 2003—2008 годах в Тайване, совместимый с китайским форматом AVD. В них используется красный лазер, однослойные диски имеют ёмкость 6 гигабайт, двухслойные — 11 гигабайт.  Широкого распространения эти форматы не получили.
Форматы AVD и EVD не получили коммерческой популярности, что выяснилось к началу 2006 года, когда продажи составляли сотни тысяч устройств, вместо запланированных миллионов. К 2008 году три формата дисков, созданные в Китае, AVD-EVD, HDV и HVD, провалились на рынке.
Заменой форматам EVD и AVD в Китае в 2009 году стал CBHD (практически полностью основанный формате Toshiba HD DVD), который, несмотря на свой начальный успех, вскоре уступил международному формату Blu-ray.

## История
В 1999 году китайское правительство заявило о своём намерении произвести замену иностранных технологий собственными стандартами.
В 2002 году на Тайване при поддержке правительства был образован консорциум Advanced Optical Storage Research Consortium (AOSRC), который объявил о своём намерении разработать и продвигать свой стандарт оптических носителей EVD. AOSRC мотивировал разработку собственного стандарта высокой ставкой лицензионных отчислений разработчикам DVD и компаниям MPEG LA и Dolby Laboratories, чьи технологии используются в DVD-дисководах. Общая сумма отчислений оценивалась в 15-20 долларов США за дисковод.

В 2003 году состоялась официальная презентация стандарта EVD консорциумом Beijing E-world Technology
В 2004 году поставки EVD-плееров оценивались в 100 тыс.
В феврале 2005 года Тайваньский технологический исследовательский институт объявил EVD национальным китайским стандартом оптических накопителей высокой плотности.
В 2006 году было выпущено порядка 700 тыс. проигрывателей EVD
В ноябре 2006 один из руководителей AOSRC заявил, что к 2008 году 19 из 21 членов консорциума могли бы прекратить выпуск DVD-проигрывателей.
В 2006 году Индийские киностудии высказали согласие на выпуск своих фильмов на дисках EVD.
С 2008 года полностью прекращен выпуск оборудования, совместимого с EVD.

## Технология
В приводах EVD используется лазер красного диапазона (635/650 нм). Ёмкость однослойного EVD составляет 6 Гб, а двухслойного — 11 Гб. Размер дисков EVD совпадает с размерами Компакт-дисков и DVD (120 мм).
Для сжатия видео используются кодеки VP5 и VP6 американской компании On2 Technologies. Лицензионные отчисления за них составляют около 2 долларов за каждый проигрыватель.
Цена EVD-проигрывателей предварительно оценивалась как находящаяся в диапазоне от 75 до 150 долларов США.
Разрабатывался также многослойный вариант EVD под названием VMD.
Спецификации (изданы MIIT в феврале 2005 года):
- SJ/T 11299.1-2005 — Specification for enhanced versatile disk system — Part 1: Physical specification for enhanced versatile disk
- SJ/T 11299.2-2005 — Specification for enhanced versatile disk system — Part 2: Specification for enhanced versatile disk file system
- SJ/T 11299.3-2005 — Specification for enhanced versatile disk system — Part 3: Specification for audio/video data of enhanced versatile disk
- SJ/T 11299.4-2005 — Specification for enhanced versatile disk system — Part 4: Specification for enhanced audio coding of multi-channel surround system

В спецификациях описаны диски EVD-ROM (запись формируется при изготовлении), EVD-R (однократной записи), EVD-RW (с возможностью многократной перезаписи).

## Фильмы, изданные на EVD
- Black Mask 2: City of Masks (2002)
- Big Momma's House (2002)
- Hero (Director's Cut) (2002)
- House of Flying Daggers (2004)